# مارک لدوک
مارک لدوک (انگلیسی: Mark Leduc; ۴ مهٔ ۱۹۶۲ – ۲۲ ژوئیهٔ ۲۰۰۹) بوکسور اهل کانادا بود.